# Catedral de San Pedro (Bolonia)

default

La catedral metropolitana de San Pedro es el lugar de culto principal de la ciudad de Bolonia e iglesia madre de la homónima Arquidiócesis.
Está ubicada en la vía Indipendenza 7, en el corazón del centro histórico de la ciudad, no lejos de la Basílica de San Petronio y el Archiginnasio.

## Historia
Antes de la catedral de San Pedro, en el lugar ya existía una iglesia en el año 1028, con un campanario a su lado de vieja edad romana y base circular (al estilo de Ravena). Esta fue destruida por el incendio devastador del año 1141, y de tal manera fue construida y consagrada por el Papa Lucio III en el 1184.
En el 1396 se construyó un porche alto delante de la fachada que después fue rehecho en el año 1467. Aquí, aproximadamente a partir del año 1477, los grandes pintores de Ferrara, Francesco del Cossa y Ercole de' Roberti, trabajaron en la Capilla Garganelli, en la cual crearon un ciclo de frescos, que influyò notablemente Niccolò dell'Arca y Miguel Ángel. Se salvaron muy pocos fragmentos de tales frescos con la reconstrucción.
Bajo el orden del cardenal Gabriel Paleotti el edificio se reconstruyó de manera radical en su interior, a partir del año 1575. Las (re)construcciones fueron tan profundas que causaron el derrumba de las bóvedas en el 1599. A partir del 1582, esta es elevada al rango de Iglesia Metropolitana (o sea, sede obispal con jurisdicción sobre obispos y sus diócesis del mismo territorio) del papa Gregorio XIII.
Por fin, este templo fue reedificado al principio del año 1605 y entre el 1743 al 1747 recibió una nueva fachada diseñada por el arquitecto Alfonso Torreggiani y por el querer del papa Benedicto XIV.

## Descripción

### El exterior

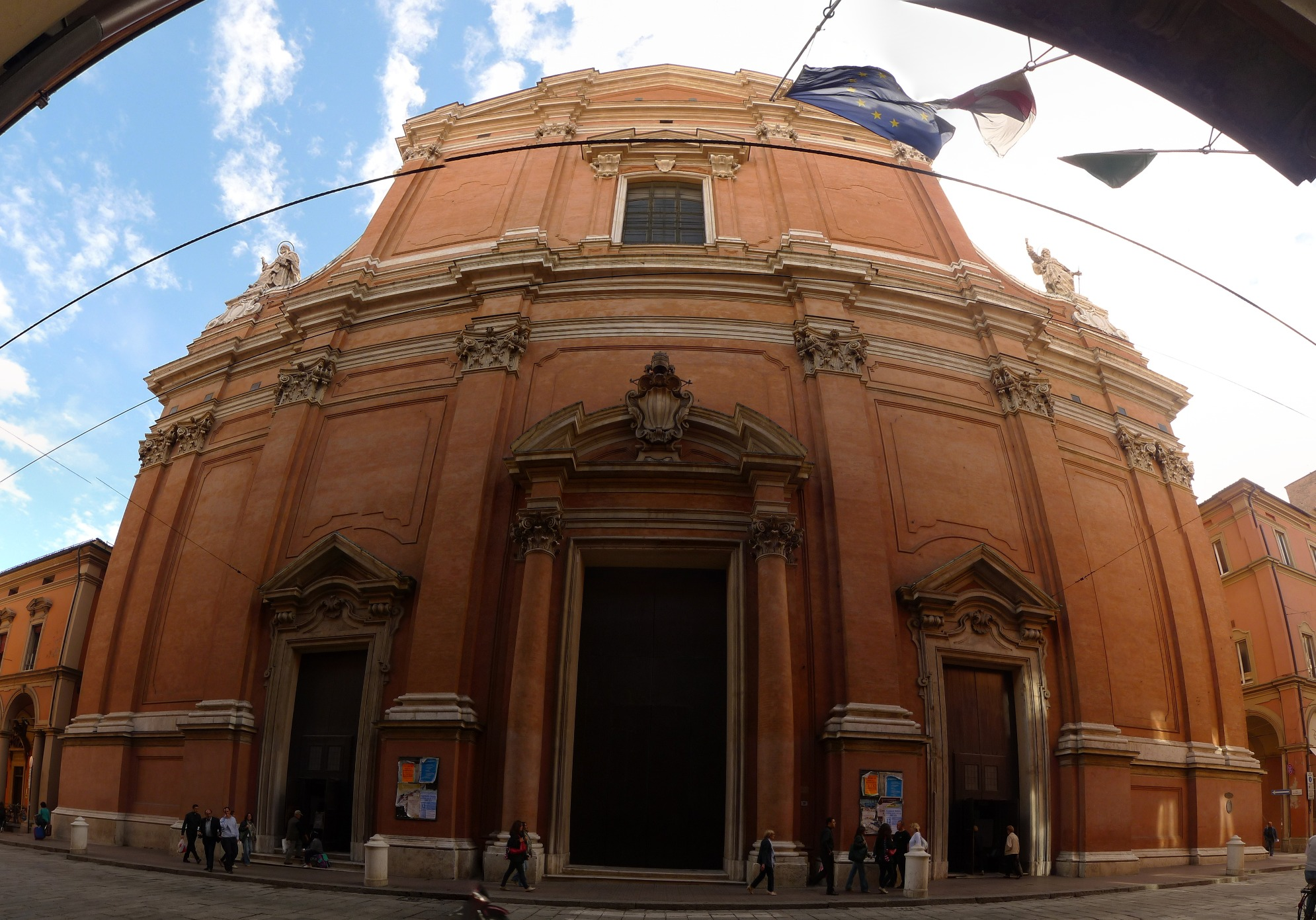
default

La fachada es típica del estilo barroco ya que tiene estructuras a salienti con albañilería de pequeños ladrillos rojos y decoraciones de mármol. Inclusivamente la fachada se puede dividir en dos vendas, una sobre la otra, divididas por una cornisa. La venda baja se divide en cinco secciones echas por pilastras de orden corintio. Ésta presenta al centro tres portales, el central es el mayor y es coronado por un frontón sostenido por dos pilares. La venda superior, en vez, es dividida en tres partes a causa de lesenas a estilo corintio y tiene colocada por centro una gran ventana. La fachada se completa arriba con un frontón triangular.
El campanario de base circular nunca fue destruido. En vez, alrededor de ese se construyó uno nuevo, terminado en el siglo XIII. Adentro todavía se puede ver la estructura del campanario viejo. En el campanario hay la más grande campana a la boloñés llamada la abuela que pesa 33 quintales. El elevado peso del concierto del campanario –uno solemne de cuatro campanas– induce una onda muy potente.  Esto es tan cierto que a veces la abuela se deja con la boca hacia arriba después de los dobles y muy raramente se realizan las ejecuciones o disminuciones con todas las cuatro campanas – las cuales requerirían un equipo de alrededor de veintitrés campaneros.

### El interior

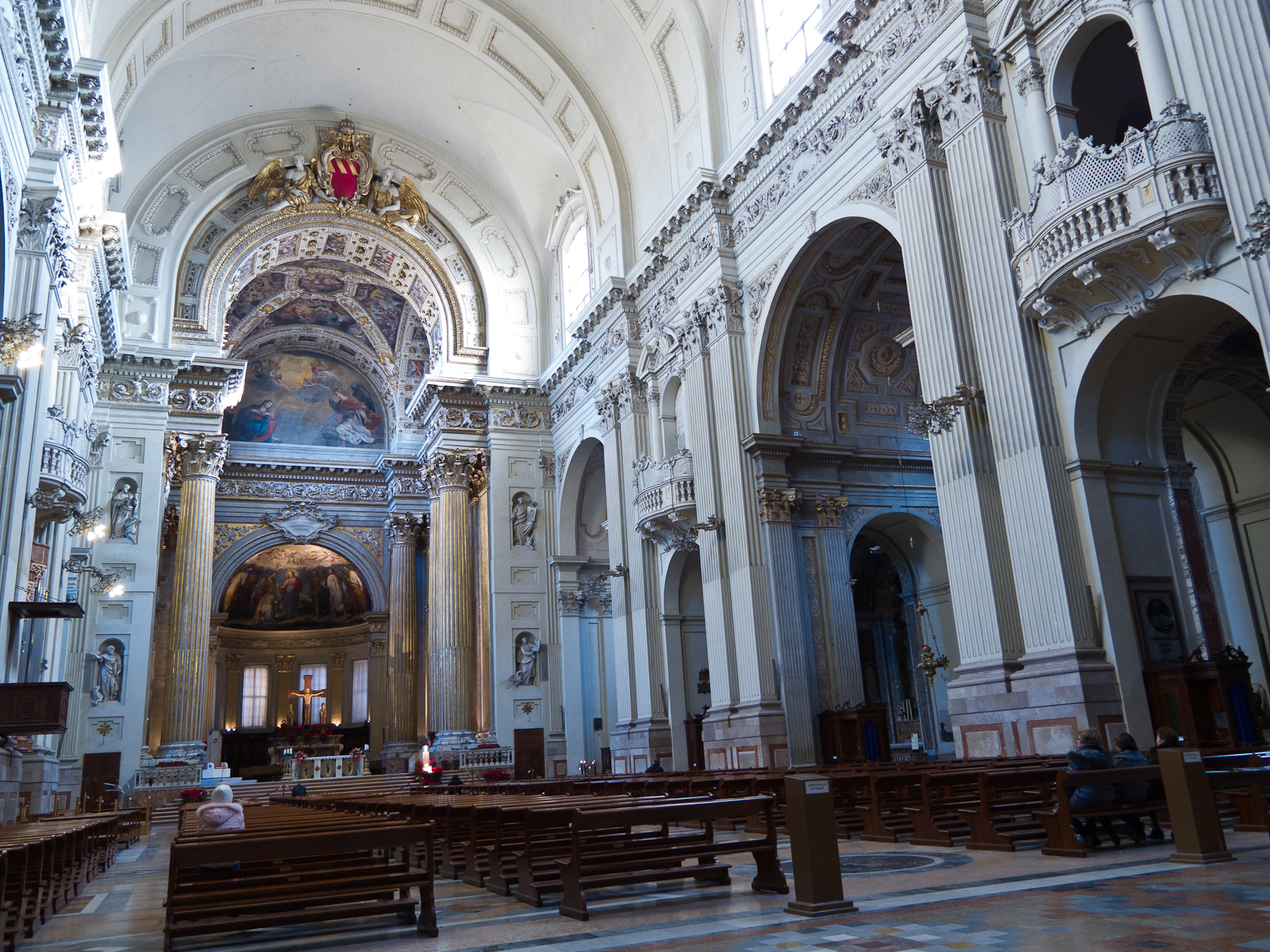
default

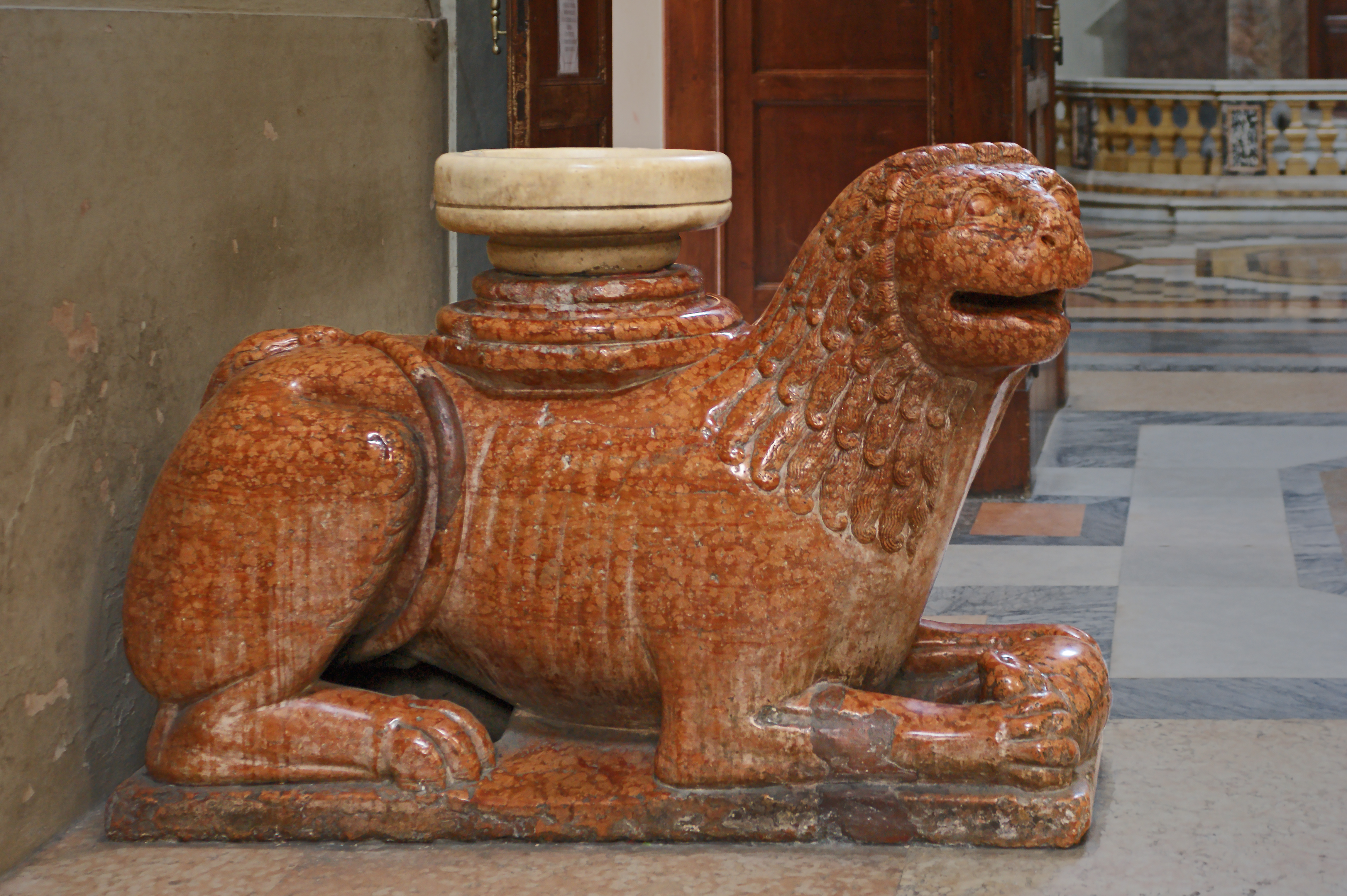
Pila de agua bendita

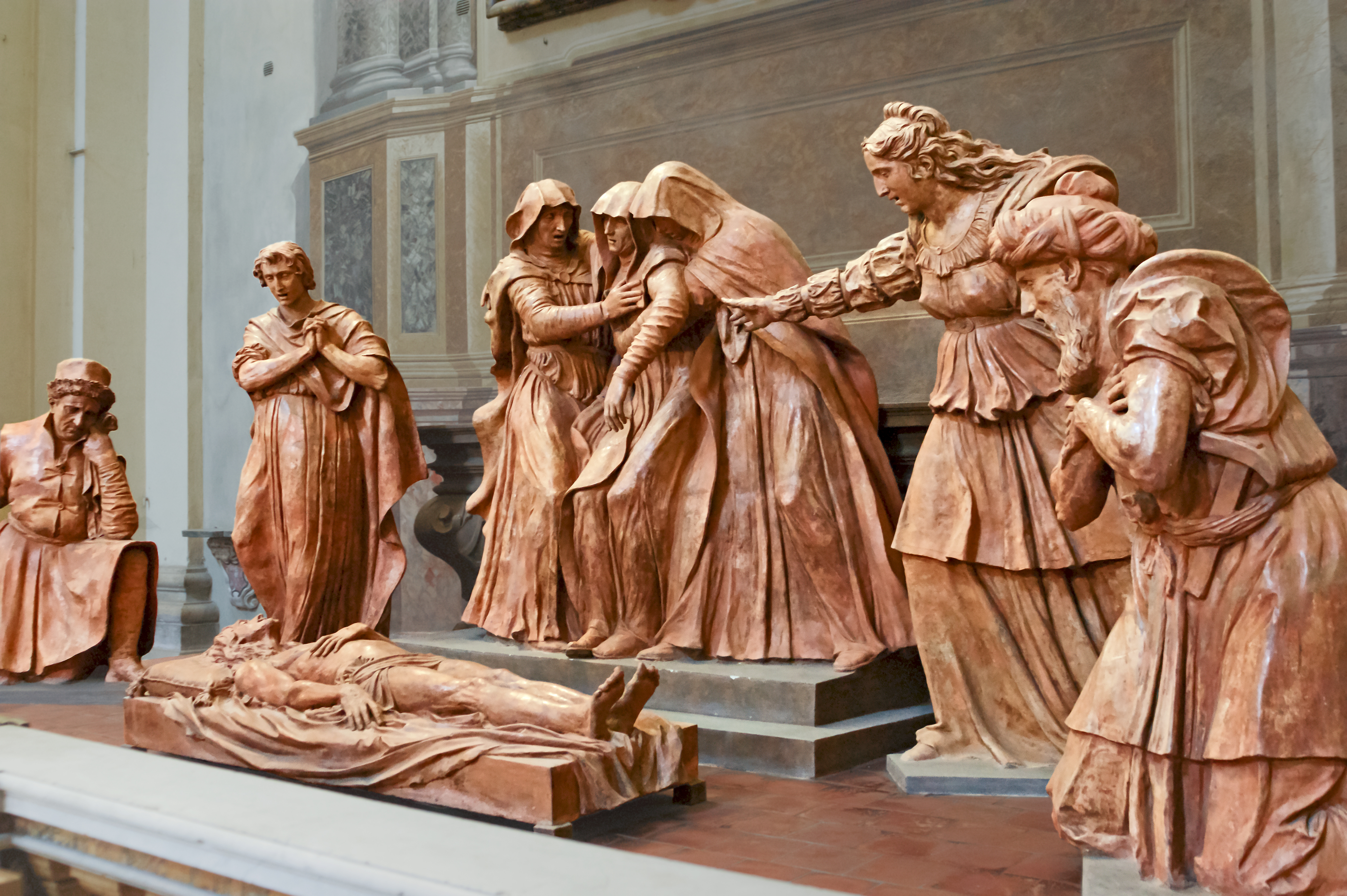
Lamentación por Cristo muerto por Alfonso Lombardi.

El interior se caracteriza por una nave única con capillas laterales, tres a cada lado, que son entremezcladas con deambulatorios erguito para coros – los cuales se pueden abrir con cantorías desde la nave mayor. La bóveda de cañón de esta es a luneta y tiene iluminación natural garantizada a causa de las siete ventanas grandes; las cuales se encuentran a los lados (tres y tres) y otra en la parte interior de la fachada.
La tribuna es enteramente ocupada por el presbiterio, el cual es elevado por algunos escalones del resto de la iglesia, y se articula en un cuerpo de planta cuadrada, cubierto por una bovéda de arista decorada espléndidamente y abierto por dos ábsides, una por cada lado. El otro elemento de la tribuna es la verdadera ábside, semicircular, coronada con una grande luneta, donde está pintada la Annunciazione (la anunciación), obra de Ludovico Carracci. La cuenca del ábside, en vez, fue pintada durante el principio del siglo XX por Cesare Mauro Trebbi (1847-1931) con la obra Sant’Anna in gloria (Santa Ana en la Gloria). El altar mayor, compuesto por mármol polícromos, es obra de Alfonso Torreggiani. Expuesta arriba hay un valioso crucifijo romano de madera de cedro. En esa escena se despliegan Jesús, María Magdalena y San Juan Evangelista.
De entre las obras de arte en la catedral destaca el grupo de esculturas de terracota llamado Cristo Muerto con las Marías [que] Lloran por Alfonso Lombardi, cumplido durante el inicio del siglo XVI.

## Órganos de caña

### Órgano Rotelli
En la tribuna, adentro de dos ábsidas laterales y de esa central, se encuentra un órgano de caña construido en el 1935 por el organero de Cremona Giuseppe Rotelli. Este instrumento de transmisión electropneumatica tiene tres teclados de 58 notas cada una y un sistema de pedales con 30 notas. 

### Órgano Paccagnella
En el ambulatorio de entre la segunda y tercera capilla laterales hacia la izquierda se encuentra el órgano de caña que fue construido en el 1997 por la empresa de órganos Paccagnella. El instrumento, con transmisión híbrida, mecánica por los manuales y el pedal, eléctrica para los registros, tiene la consolla a ventana con tres teclados de 61 notas cada uno y pedalera cóncava de 30 notas.